# Premio Compasso d'oro 1967
Il premio Compasso d'oro 1964 è stata la 9ª edizione della cerimonia di consegna del premio Compasso d'oro.

## Giuria
La giuria era composta da:
- Aldo Blasetti
- Felice Dessi
- Gillo Dorfles
- Tomás Maldonado
- Eduardo Vittoria

## Premiazioni

### Compasso d'oro
| Designer                                                                       | Prodotto                                                           | Azienda          | Immagine |
| ------------------------------------------------------------------------------ | ------------------------------------------------------------------ | ---------------- | -------- |
| Achille e Pier Giacomo Castiglioni,                                            | Apparecchio ricevente 6 canali per traduzione simultanea via radio | Phoebus Alter    |          |
| Marco Zanuso con Richard Sapper                                                | Grillo, apparecchio telefonico                                     | Siemens          |          |
| Roberto Menghi                                                                 | Guscio, capanno turistico                                          | I.C.S.,          |          |
| Ufficio tecnico FIAT                                                           | Cerchio in lega leggera,                                           | Cromodora        |          |
| Gilbert Durst con Wilmath Pramstraller e Joseph Hollrigl,                      | Durst A 600, ingranditore e riproduttore fotografico               | Durst            |          |
| Ufficio Disegno Industriale Zanussi                                            | Rex Mod. P5, lavabiancheria superautomatica                        | Zanussi          |          |
| Rodolfo Bonetto                                                                | Auctor Multiplex Mut/40°, macchina utensile                        | Olivetti         |          |
| Enzo Mari                                                                      | Ricerche individuali di design                                     |                  |          |
| Vico Magistretti                                                               | Lampada Eclisse, lampada da tavolo                                 | Artemide Spa     |          |
| Vittorio Gregotti                                                              | Fascicolo Monografico Design, Ricerca Edilizia moderna             | Centro Pirelli,  |          |
| Ufficio tecnico La Dolomite                                                    | 4S, Scarpone da sci                                                | La dolomite Spa, |          |
| Roberto Mango, Facoltà di architettura di Napoli, Corso di disegno industriale | Ricerche di design 1964-1967                                       |                  |          |
| Joe Colombo                                                                    | Spider, lampada                                                    | Oluce Srl        |          |

### Premi alla carriera
- Rinascente
- Triennale di Milano